# Nicolas Petit (dirigeant)
 (février 2024).
Pour les articles homonymes, voir Nicolas Petit et Petit.
Nicolas Petit, né le 31 janvier 1976 à Longjumeau, est un dirigeant d'entreprise français.
Entre 2011 et 2017, il a été directeur général chargé du marketing et des opérations de Microsoft France entre 2011 et 2016 puis vice-président, Global, Marketing & Operations de Microsoft. 
Il est également professeur affilié à l'Université Paris Sciences et Lettres (PSL), notamment au sein de l'École nationale supérieure des mines de Paris et de l'Université Dauphine-PSL, spécialisé sur les questions de transformation numérique des organisations.

## Biographie

### Parcours professionnel et académique
Après un début de carrière dans le conseil en stratégie au sein de cabinets anglo-saxons (McKinsey, Arthur D. Little) aux États-Unis et au Royaume-Uni, il rejoint Microsoft France en 2005. Promu directeur de la division mobilité en 2006, il participe activement à la structuration de l'écosystème applicatif mobile et à la démocratisation du marché du smartphone en France,,,,.
En 2010, il est nommé directeur marketing de la division Grand Public et Online,. Il apparaît comme le "Mr Internet et Grand Public" du géant de Seattle dans les médias et forums européen et lance notamment le moteur de recherche Bing en France, en nouant plusieurs partenariats stratégiques avec la Bibliothèque nationale de France ou Pages Jaunes valorisant le tissu culturel et économique national.
En 2011, il est nommé au sein du comité de direction de Microsoft France au poste de Directeur Général & Chief Operating Officer de Microsoft France. 
Partisan d'une transformation profonde de l'organisation et d'une communication plus transparente, Nicolas Petit fait évoluer les pratiques marketing, commerciales et partenariales, de l'éditeur de logiciel américain. Il pilote la montée en puissance du cloud computing (Office365, Microsoft Azure, Microsoft Dynamics...) et l'introduction de Windows 10 ou de la gamme Surface positionnant Microsoft sur le marché des ordinateurs hybrides haut de gamme,.
Artisan d'une stratégie partenariale avec les clients de l'éditeur de logiciels et d'une relation renouvelée avec l'univers des start-ups et des directions métiers, il conduit entre 2013 et 2016 la direction d'un grand chantier de transformation interne, notamment illustré par une attention renforcée à la numérisation des fonctions métiers et par une politique d'ouverture assumée vers l'open source et de nouvelles communautés techniques,,,.
En 2017, il quitte Microsoft pour rejoindre le groupe Altice en tant qu'Executive Vice-President, Marketing, Product & Digital et membre du comité exécutif du groupe de télécoms et média international.
Il rejoint l'Université Paris Sciences et Lettres d'abord comme professeur invité au sein de l'Institut des Hautes Etudes pour l'Innovation et l'Entreprenariat, puis fonde le Certificat Exécutif "Digital Native - Transformation Numérique des Organisations" au sein de l'École nationale supérieure des mines de Paris, décliné ensuite au sein de l'Executive MBA de l'Université Paris-Dauphine où il est nommé enseignant en 2020[source insuffisante].

### Engagements
Militant en faveur d'une collaboration renforcée entre les acteurs technologiques européens pour rivaliser avec les puissances technologiques américaines et chinoises, Nicolas Petit est sélectionné en 2011 dans le programme European Young Leaders - 40 under 40 de la Commission Européenne et rejoint par la suite le conseil d'administration du think tank européen EuropaNova. En 2013, le magazine américain Forbes le sélectionne dans sa liste annuelle "Next Generation CEOs".

### Distinctions et prix
- Choiseul 100 (top 100 French economic leaders) – 2014 to 2017[24].
- Council for the US and Italy, Young Leaders Conference – 2015.
- Forbes “The Next Generation of CEOs” global top 10 list – 2013[23].
- European Young Leaders « 40 under 40 » – 2012 (European Commission / Friends of Europe)[25]